# 沙斯泰勒叙米拉
沙斯泰勒叙米拉（法語：Chastel-sur-Murat，法語發音：[ʃastɛl syʁ myʁa]，意为“米拉上方的沙斯泰勒”）是法国康塔尔省的一个旧市镇，属于圣弗卢尔区。2017年，沙斯泰勒叙米拉与市镇米拉合并为新的米拉。

## 地名
法语词“sur”意为“在……上方”，在地名中常接河名，此时地名按“XXX河畔XXX”译，但此处的“米拉”（Murat）并不是河名，而是临近的一个市镇，“Chastel-sur-Murat”一名意为“米拉上方的沙斯泰勒”。

## 地理
沙斯泰勒叙米拉（45°7'27"N, 2°51'26"E）面积13.79 平方千米，位于法国奥弗涅-罗讷-阿尔卑斯大区康塔爾省，该省份为法国中南部省份，位于法國中央高原中心，北起科雷兹省、上盧瓦爾省和多姆山省，西接洛特省和科雷兹省，南至阿韦龙省和洛特省，东临上盧瓦爾省和洛泽尔省。
与沙斯泰勒叙米拉接壤的市镇（或旧市镇、城区）包括：迪耶讷、拉韦西耶尔、米拉、维拉尔格、讷萨格昂皮纳泰勒。
沙斯泰勒叙米拉的时区为UTC+01:00、UTC+02:00（夏令时）。

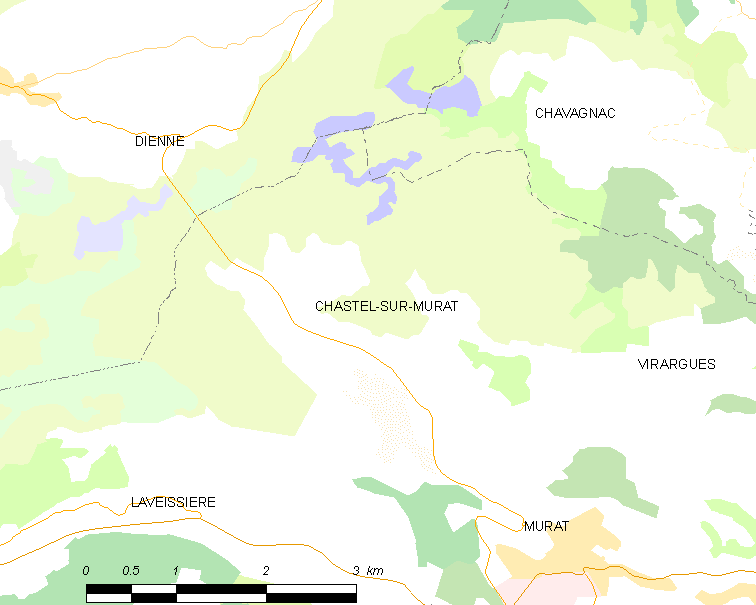
沙斯泰勒叙米拉的OSM定位图

## 行政
沙斯泰勒叙米拉的邮政编码为15300，INSEE市镇编码为15044。

## 政治
沙斯泰勒叙米拉所属的省级选区为米拉县。

## 人口

1962-2008年间沙斯泰勒叙米拉人口变化图示

沙斯泰勒叙米拉于2018年1月1日时的人口数量为110人。